# 罗伯特·帕尔伯格
罗伯特·L·帕尔伯格是一位美国学者，1967年毕业于卡尔顿学院政治学专业，维斯理学院和哈佛大学教授，主要作品有《伪科学挨饿：为什么生物技术被非洲拒之门外》（Starved for Science: How Biotechnology Is Being Kept Out of Africa）等。